# Malgomajlandet
Malgomajlandet este o arie protejată (arie specială de conservare — SAC, sit de importanță comunitară — SCI) din Suedia întinsă pe o suprafață de 66,2 ha, integral pe uscat.

## Localizare
Centrul sitului Malgomajlandet este situat la coordonatele 64°46′46″N 16°14′09″E / 64.7795°N 16.2358°E.

## Înființare
Situl Malgomajlandet a fost declarat sit de importanță comunitară în decembrie 1998 pentru a proteja 1 specie de plante și 1 specie de animale. Situl a fost protejat și ca arie specială de conservare în martie 2011.

## Biodiversitate
Situată în ecoregiunea boreală, aria protejată conține 1 habitat natural: Turbării Aapa.
La baza desemnării sitului se află mai multe specii protejate:
- plante (1): Ranunculus lapponicus
- nevertebrate (1): Vertigo geyeri